# Paul Preil
Paul Preil (* 21. Juli 1879 in Leipzig; † 2. Juli 1951 ebenda) war ein Humorist, Komponist und Musikverleger. Pseudonyme waren Erich Seifert und I. B. Lupton.

## Leben
Paul Preil wurde 1879 geboren und lebte in Leipzig, wo er als Humorist und als Komponist arbeitete; zeitweilig hatte er einen eigenen Musikverlag, den P.A.P.-Verlag Leipzig, in dem er eigene Werke herausbrachte. Andere Verlage, die seine Stücke vertrieben, waren z. B. der Verlag G. Danner, Mühlhausen, Thüringen, der Otto-Teich-Verlag oder der Musik- und Theaterverlag von Conrad Glaser in Leipzig. Preil schrieb in bester sächsischer Volkssänger-Tradition humoristische Solovorträge, musikalische Szenen, Lieder und Couplets, die von bekannten Künstlern wie den Leipziger Krystallpalast-Sängern, Margarete Wiedeke, Rudolf Mälzer und Robert Koppel  vorgetragen wurden; später komponierte er auch Schlager, von welchen er viele auch selber textete. Sie wurden meist rasch auf Grammophonplatten gepresst, wie sein vielleicht meistverbreitetes Stück Komm mein Schatz, wir trinken ein Likörchen vom Beginn der 1920er Jahre, das auch Claire Waldoff interpretierte.
Preil dichtete auch deutsche Verse auf amerikanische Schlagermelodien. Umgekehrt nahmen amerikanische Künstler wie Ivan Frank und Nat Shilkret Preils Schlager in den USA auf.
Paul Preil starb 1951 in Leipzig. Er ist nicht zu verwechseln mit seinem jüngeren Bruder, dem sächsischen Volkssänger Arthur Preil, welcher gleichfalls aus Leipzig war, und auch nicht mit dessen Neffen Hans-Joachim Preil, der zusammen mit Rolf Herricht zu DDR-Zeiten in Funk und Fernsehen auftrat, wo beide ein beliebtes Komikerduo bildeten.

## Werke
- DISMARC.org nennt 4 Einträge[8]

### Bücher
- Die tolle Humorkiste. Leipzig : Richter, o. J.
- Die tolle Humorkiste. Leipzig : Richter, [1919], 2. Aufl
- Paul Preil's Original-Vorträge. Leipzig : Teich, 19XX.
- Paul-Preil-Vorträge. Leipzig : Richter, 19XX.
- Theater-Führer. Erfolgreiche Theaterstücke, Operetten, Singspiele, Humoristika. (Katalog der lieferbaren Textbücher, z. T. mit Inhaltsangabe): Teich, Otto u. Siber, Carl u. a. (Hrsg.): M. Illustr. Leipzig, Teich, o. J. (ca. 1925). 97 S.[9]
- Sammelband von 47 Liedern / Vorträgen für eine Singstimme mit Klavierbegleitung (Couplets, Shimmy, Chansons). Leipzig: Gustav Richter; Leipzig: Franz Dietrich u.v.m. (um 1920). Ca. 270 Seiten, priv. HLn., Quart.[10]

### Musiknoten für Soloszenen, Couplets, humoristische Vorträge
a) im Verlag O. Teich:
- Auf mich sind alle Mädel wie verrückt (OTH 021). Grotesk-Gesangsvortrag mit Klavierbegleitung von Paul Preil
- Ich hab äbn allen Männern was voraus (OTH 019). Gesangsvortrag mit Klavierbegleitung von Paul Preil
- Ich hab im Leben eben ein kolossales Glück (OTH 017). Gesangsvortrag mit Klavierbegleitung von Paul Preil
- Mich lachen alle Mädel an (OTH 005). Gesangsvortrag mit Klavierbegleitung von Paul Preil
- Mit mir kann jeder machen, was er will (OTH 006). Gesangsvortrag mit Klavierbegleitung von Paul Preil
- Sehn Sie, das ist ne richtige Frau (OTH 018). Gesangsvortrag mit Klavierbegleitung, Couplet von Paul Preil
- Wer geht mit mir zum Standesamt? (OTH 004). Gesangsvortrag mit Klavierbegleitung für 1 Herrn von Paul Preil

b) im eigenen Verlag P. A. P. Leipzig:
- Blond, wie im Glas der Wein. - Leipzig : P.-A.-P.-Verl., [1944]
- Das läßt sich nicht ändern. - Leipzig : P.-A.-P.-Verl., [1944]
- Der kleine Matrose. - Leipzig : P.-A.-P.-Verl., [1944]
- Es steht a klanʹs Häuserl im Tal. - Leipzig : P.-A.-P.-Verl., [1944]
- Weil wir uns gerne habʹn. - Leipzig : P.-A.-P.-Verl., [1944]

c) diverse Herausgeber:
- Blond, wie im Glas der Wein. Marschlied; Op. 410 by Paul Preil
- Ein Abenteuer. Solo-Vortrag. Paul Preil's Original-Vorträge. Verlag: G. Danner Mühlhausen i. Thür.
- Die drei Entlobten. Original-Terzett von Paul Preil, op. 156[12]
- Komm meine liebe Mimmi, wir tanzen einen Shimmy (Paul Preil), 4 Bll.[13]
- Meine ideale Gattin. Stimmungslied unter Mitwirkung des Publikums, von Paul Preil. Verlag: Conrad Glaser Musikalien- und Theaterverlag Wiesbaden. 2 Bl. in 4°, [1956]
- Michel, wer wird denn weinen. Humoristische Nachklänge zu “Wer wird denn weinen” op. 249[14]
- Swanee. Onestep-Lied, Musik von George Gershwin, Worte von Paul Preil. Piano allein. Wien: Bosworth, PN B.& Co. 16522, cop. 1919. - 5 S. Dek. OU.

WorldCat verzeichnet 48 Werke in 50 Publikationen in 4 Sprachen und 51 Bibliotheken.

### Tonträger
a) Grammophon
- Komm, mein Schatz, wir trinken ein Likörchen : Foxtrot-Lied / von Paul Preil. Gr 14 647 (20 94 1/2 ar) Carl Grunow, Xylophon mit Orch.
- Der Lastkraftwagenführer : Parodie / Paul Preil. Gr 20 485 [412 bf]
- Der abgebaute Seesoldat / Paul Preil. Gr 20 485 [411 bf]. Rudolf Mälzer
- Auguste Kriemchen / Paul Preil. Gr 20 486 (416 bf)
- Rudolf von der Eisenbahn / Paul Preil. Gr 20 486 (413 bf). Rudolf Mälzer

b) Parlophon
- Komm mein Schatz, trinken wir ein Likörchen : Foxtrot / Paul Preil. Parlophon P.1331 [Z 5858] Orchester Marek Weber

c) Polyphon
- Bei mir, da mußte neunzehn trudeln : Lied und One-step / von Paul Preil. Polyphon 31 343 / 3-27141 [1900 ax] Polyphon-Orchester mit Gesang
- Meine Lackschuh' sind kaputt : Lied und One-step / von Paul Preil. Polyphon 31 096 / 2-27 719 (mx. 678 ax) Polyphon-Orchester mit Gesang

d) Beka
- Komm mein Schatz, wir trinken ein Likörchen : Foxtrotlied / Paul Preil. Beka Nr. 31 623 [31 623] Beka-Orchester mit Refraingesang
- Abends nach neune. Onestep / von Paul Preil. Beka Nr. 31 657 [31 657] Bohème-Orchester
- Meine Lackschuh' sind kaputt : Fox / von Paul Preil. Beka Nr. 31 995 [31 995]  Beka Blas-Orchester, mit Refraingesang
- Bei mir – da mußte neunzehn trudeln : Onestep / Paul Preil. Beka B. 5152 (32 475)  Bohéme-Orchester mit Refraingesang.
- Mir san mir, und trinken noch a Bier : Die lustigen Buam / Text und Musik: Paul Preil. Beka B. 6754 (36 942)  Harry Steier mit Quartett und Orchester

e) Homocord
- Komm, mein Schatz, wir trinken ein Likörchen : Foxtrott-Lied / von Paul Preil. Homo B. 24 [M 16 506] [C21D]  Take Banescu mit seinem Künstler-Orchester
- Komm, mein Schatz, wir trinken ein Likörchen : Foxtrott-Lied / von Paul Preil. Homo B. 31 a [M 16 514] [A271022] Orchester mit Refraingesang
- Der fidele Angler / Paul Preil. Homo B. 2381 [M 19 228]  Leipziger Krystallpalast-Sänger. Direktor: Franz Jentzsch

f) Vox
- Vox 01162 [30 cm] Komm' mein Schatz, wir trinken ein Likörchen! Foxtrot-Lied (M: Paul Preil) (K1924). “Vox” Tanz-Orchester.
- Vox 1193 (mx. 885 B) [25 cm] Komm' mein Schatz, wir trinken ein Likörchen (Foxtrot-Lied) M: Paul Preil 06/08.1922 (K1924). “Vox” Orchester mit Gesang, Leitung Paul Woitschach.

g) Telefunken
- Grüßt mir die Heimat, den schönen Rhein! : Marsch / Musik und Text: Paul Preil. Telefunken A 1280 [18 839]
- Die Sonne lacht am Rhein : Walzer / Musik: Paul Preil, Text: Willi Webels. Telefunken A 1280 [18 840]. Erwin Hartung mit Gesangsquartett und Orchester, Dirigent: Hans Schleger